# Kohan: Immortal Sovereigns
Kohan: Immortal Sovereigns is een Computerspel uit 2001. Het spel kwam uit voor Linux en Windows. Het spel is een realtime strategy game in een fantasiewereld. De speler speelt Kohan. De graphics zijn vergelijkbaar met Age of Empires II: The Age of Kings. Het spel wordt bediend met het toetsenbord en de muis.

## Platform
- Linux (2001)
- Windows (2001)

## Ontvangst
| Beoordeeld door       | Platform | Datum            | Score |
| --------------------- | -------- | ---------------- | ----- |
| Armchair Empire, The  | Windows  | januari 2002     | 87%   |
| Svenska PC Gamer      | Windows  | oktober 2001     | 85%   |
| Withingames           | Windows  | 30 november 2001 | 80%   |
| Eurogamer.net (GB)    | Windows  | 16 oktober 2001  | 80%   |
| Jeuxvideo.com         | Windows  | 16 oktober 2001  | 80%   |
| Game Captain          | Windows  | 30 december 2001 | 75%   |
| PC Player (Duitsland) | Windows  | mei 2001         | 72%   |
| games xtreme          | Windows  | 19 november 2001 | 71%   |
| Gamezone (Duitsland)  | Windows  | 19 oktober 2001  | 70%   |
| Gamekult              | Windows  | 9 mei 2001       | 60%   |